# St. Michael (Minnesota)
St. Michael es una ciudad ubicada en el condado de Wright en el estado estadounidense de Minnesota. En el Censo de 2010 tenía una población de 16399 habitantes y una densidad poblacional de 173,87 personas por km².

## Geografía
St. Michael se encuentra ubicada en las coordenadas 45°11′57″N 93°41′22″O / 45.19917, -93.68944. Según la Oficina del Censo de los Estados Unidos, St. Michael tiene una superficie total de 94.32 km², de la cual 84.77 km² corresponden a tierra firme y (10.12%) 9.55 km² es agua.

## Demografía
Según el censo de 2010, había 16399 personas residiendo en St. Michael. La densidad de población era de 173,87 hab./km². De los 16399 habitantes, St. Michael estaba compuesto por el 93.26% blancos, el 1.88% eran afroamericanos, el 0.21% eran amerindios, el 2.41% eran asiáticos, el 0.04% eran isleños del Pacífico, el 0.56% eran de otras razas y el 1.65% pertenecían a dos o más razas. Del total de la población el 1.9% eran hispanos o latinos de cualquier raza.